# Gál Gedeon László
Gál Gedeon László O.F.M. (Tószeg, 1915. január 9. – New York City, 1998. május 25.) magyar szerzetes, teológiai tanár. A Franciscan Studies szerkesztője volt.

## Életpályája
Gál Gedeon O.F.M. 1915. január 9-én született a váci egyházmegyében, a Budapesttől 40 kilométerre délkeletre fekvő Tószegen, a Tisza-parti magyar városban. 1926-tól az otthonától tíz kilométerre lévő Szolnokon élt a szerzeteseknél, miközben ott járt középiskolába.
1932. augusztus 29-én felvették a Kapisztrán Szent János provincia noviciátusába, és 1933. augusztus 30-án tett ideiglenes fogadalmat. Az ünnepélyes fogadalmat 1937. szeptember 8-án tette le, és teológiát tanult a gyöngyösi ferences szemináriumban, ahol Kriston Endre püspök 1939. szeptember 10-én szentelte fel.
Ezután két évig állami iskolákban tanított, majd 1941-ben Rómába ment, hogy filozófiai doktorátust szerezzen. A tanfolyamot az Antonianumban végezte el fölényes gyorsasággal. Miután a disszertációjához szükséges elsődleges források megsemmisültek egy bombatámadásban, egy második disszertációba kezdett, Scotus Theoremata című művéről. Hat hónap alatt fejezte be, és summa cum laude minősítéssel doktorált.
Magyarország szovjet megszállása miatt nem térhetett vissza, ezért filozófiai előadásokat hallgatott a nápolyi egyetemen. 1944-ben a Pontifico Ateneo Antoniano filozófia doktorrá avatta. 1945-ben Olaszországba utazott. 1945-ben csatlakozott a Firenze melletti Quarrachiban működő Szent Bonaventúra Nemzetközi Kollégium tudományos kutatócsoportjához. Ott kiváló tudósoktól tanulta meg a mesterségét, akik középkori ferences szerzők kritikai kiadásait készítették. 1945–1946 között és 1948–1962 között a Szent Bonaventura Főiskola teológiai bizottságának tagja, 1962-től New York-i intézetének lelkipásztora és tanára volt. 1962-től az USA-ban élt. 1962-ben elfogadta a Szent Bonaventúra Egyetem Ferences Intézetének (Allegany, N.Y.) kinevezését. 
Amikor 1963-ban a Bona's-ba költözött, már érett, magas szintű kutató volt, és logikus választás volt arra, hogy megörökítse P. Philotheus Boehner OFM, az Intézet neves alapítója, Ockham köpenyét. Rövid időn belül főszerkesztője lett az Intézet Ockham filozófiai és teológiai írásai kritikai latin nyelvű kiadásának, amely végül 17 kötetet alkotott, az utolsó végül 1988-ban jelent meg.
Gedeon atya 1967-ben kapta meg az amerikai állampolgárságot. 1992-ben lett a Szent Név Tartomány tagja, mielőtt ugyanabban az évben hivatalosan is nyugdíjba vonult. 1998. február 24-én a Ringwoodban (N.J.) lévő Holy Name Friary-ba költözött.
Gedeon atya, aki nemzetközi hírű kutató volt, 1998. május 25-én halt meg a ringwoodi rendházban. 83 éves volt, 64 éve volt professzor, 58 éve pedig pap.
Sírja a Saint Bonaventure Cemetery-ben található.

## Művei
- Stimulus amoris. A szeretet zsarátnoka. Írta Milánói Jakab (Fordította; Budapest, 1941; A lelki élet ferences mesterei 4.)[3]
- Beszélgetések a lelkemmel. Írta Szt. Bonaventura (Fordította; Budapest, 1941; A lelki élet ferences mesterei 6.) (2. kiadás: 1944)
- A Guillelmi de Militana, Quaestiones de sacramenti (Bibliotheca Franciscana Scholastica Medii Aevi XVII-XVIII., XXIII.) és a Matthei ab Aquasparta Sermones (Bibliotheca Franciscana Ascetica Medii Aevi X.) című kiadványok.